# Nyctimystes gularis
Nyctimystes gularis  es una rana de árbol de la familia Pelodryadidae de Papúa Nueva Guinea. Se ha observado en el monte Dayman y el monte Tafa, entre 1500 y 2400 metros sobre el nivel del mar.
El macho adulto mide 3.7 cm de largo y la hembra 4.2 a 5.6 cm.